# U.S. Route 73
Pour les articles homonymes, voir Route 73.
La U.S. Route 73 (US 73) est une US Route sud–nord parcourant 113 miles (182 km) depuis le nord-est du Kansas jusqu'au sud-est du Nebraska. Le terminus sud de la route est à Bonner Springs, Kansas à l'intersection avec l'I-70 et son terminus nord est près de Dawson, Nebraska à la jonction avec la US 75.

## Description du tracé
|       | mi     | km     |
| ----- | ------ | ------ |
| KS    | 91,12  | 146,64 |
| NE    | 22,05  | 35,49  |
| Total | 113,17 | 182,13 |

### Kansas
La US 73 débute à la jonction avec l'I-70 près de Kansas City en multiplex avec la US 24 et la US 40. Deux miles au nord du terminus, la US 73 se sépare des deux autres routes alors qu'elle poursuit vers le nord. Elle passe par Lansing, Leavenworth, Easton et Atchison. Elle bifurque vers l'ouest et forme un court multiplex avec la US 59. Elle continue vers l'ouest jusqu'à Lancaster, où elle bifurque vers le nord-ouest. Elle passe ensuite par Huron, Everest et Horton où elle croise la US 159 et forme un multiplex avec celle-ci. C'est aussi là qu'elle bifurque vers le nord. Elle atteint Hiawatha et continue vers le nord. Après avoir passé par Reserve, la US 73 atteint la frontière avec le Nebraska.

### Nebraska
La US 73 / US 159 entre au Nebraska au sud de Falls City. C'est d'ailleurs dans cette ville que les deux routes se séparent. La US 73 prend la direction nord puis l'ouest. Elle passe par Verdon avant d'atteindre son terminus nord alors qu'elle rencontre la US 75 au nord de Dawson.

## Intersections majeures
Kansas
 I-70 / Kansas Turnpike / US 24 / US 40 / K-7 à Bonner Springs. La US 24 / US 40 / US 73 forment un multiplex dans la ville. La US 73 / K-7 forment un multiplex jusqu'à Atchison.
 US 59 à Atchison. Les routes forment un multiplex dans la ville.
 US 159 à Horton. Les routes forment un multiplex jusqu'à Falls City, Nebraska.
 US 36 à Hiawatha
Nebraska
 US 75 au nord de Dawson